# Катаев, Олег Александрович
Оле́г Алекса́ндрович Ката́ев (25 ноября 1923, Харьков — 11 августа 2006, Санкт-Петербург) — советский и российский энтомолог, доктор биологических наук, профессор, специалист по лесной энтомологии.

## Биография
Родился в Харькове 25 ноября 1923 года. С 1930-х годов жил в Кирове. В 1941 году поступил в Брянский лесотехнический институт, который был эвакуирован в Киров. С 1943 года и до конца Великой Отечественной войны воевал в войсках дальней бомбардировочной авиации. В 1948 году окончил Ленинградскую лесотехническую академию. Дипломная работа была посвящена исследованию еловой смолёвки. В 1948 году Катаев поступил в аспирантуру к Михаилу Николаевичу Римскому-Корсакову (1873—1951), а защитил диссертацию в 1952 году уже под руководством Павла Николаевича Тальмана. Темой работы были «Вторичные вредители хвойных древостоев Калининградской области и меры борьбы с ними». После защиты диссертации и до конца жизни работал в Лесотехнической академии, более 10 лет был деканом лесохозяйственного факультета. В 1983 году защитил докторскую диссертацию и ему было присвоено учёное звание профессора. Умер 11 августа 2006 года.

## Научная деятельность
Научные исследования Катаева связаны с лесной энтомологией. Он внес вклад в изучение проблем усыхания лесов и установил роль короедов. Разрабатывал и совершенствовал методы способы защиты семян хвойных от вредителей, методы учёта численности вредителей. Занимался изучением влияния антропогенного воздействия на комплексы насекомых лесных экосистем. Организовал множество экспедиций в различные регионы СССР.
В ходе полевого эксперимента длившегося 50 лет на постоянных пробных площадях выявил зависимость динамики отпада ели от изменения численности короеда-типографа. В 1964—1965 годах совместно с А. В. Лобановым разработал инструкцию по комбинированным авиационно-десантным методам обследования в местах размножения вредителей леса.
Для наиболее опасных вредителей (сосновая совка, сосновая пяденица, сосновый шелкопряд, сибирский шелкопряд, дубовая листовертка, кольчатый шелкопряд, непарный шелкопряд и лиственничная листовертка) установил зависимость между вспышками массового размножения и динамикой солнечной активности. Для долгосрочного прогноза численности вредителей предложил использовать коэффициента водности, который рассчитывается как отношение количества осадков за летний период (июня, июля и августа) к среднемноголетнему количеству осадков. На основе этого показателя были созданы прогностические карты размножения типографа и сосновой пяденицы.
По предложению Института радия РАН Катаев возглавил исследовательские работы по разработке специальных установок для обеззараживания круглого леса направляемого на экспорт. Финансовая поддержка этого проекта осуществлялась Министерством сельского хозяйства США. Были установление летальных доз облучения для разных стадий развития ряда ксилобионтных насекомых, грибов и нематод. В результате был предложен новый метод радиационной дезинсекции древесины.
В конце 1950-х и начале 1960-х годов Катаев создал серию учебных фильмов о вредителях леса: «Биология короедов», «Короед-типограф», «Сибирский шелкопряд», «В очаге лунчатого шелкопряда», «Пихтовый усач» и «Вредители сосновых молодняков». Фильмы «Биология короедов», «Короед-типограф» получили диплом II степени на Международном фестивале документальных учебных фильмов.

## Педагогическая и организационная деятельность
Под руководством Катаева защищено 17 кандидатских диссертаций. Им были разработаны учебные планы и стандарты, а также типовые программы по лесной энтомологии и лесозащите. Он написал несколько широко используемых учебных пособий.
Входил в состав редколлегий нескольких научных журналов. Длительное время входил в состав диссертационных советов по энтомологии при Зоологическом институте РАН и при Московском государственном университете леса. В 1997 году избран почетным членом Русского энтомологического общества, а 1989 году был избран вице-президентом общества. Принимал участие в организации и многочисленных международных и отечественных конференций.

## Память
С 2007 года ежегодно Санкт-Петербургского государственного лесотехнического университета и Русское энтомологическое общество проводят «Чтения памяти О. А. Катаева».

## Избранные публикации
Автор около 120 публикаций, монографии и учебники, в том числе

### Книги
- Катаев О. А., Щербакова Л. Н. Лесная энтомология. Основы зоологии: Для лесохозяйственных факультетов (специальность 1512). — Л.: Ленингр. лесотехн. акад. им. С. М. Кирова, 1974. — 70 с.
- Тальман П. Н., Катаев О. А. Методы лесоэнтомологических обследований: Учеб. пособие для студентов лесохозяйственных факультетов. — Л.: Ленингр. лесотехн. акад. им. С. М. Кирова, 1964. — 120 с.
- Катаев О. А. Основы зоологии : Учеб. пособие : (Для студентов лесохозяйственных факультетов). — Л.: ЛТА, 1962. — 49 с.
- Катаев О. А., Мозолевская Е. Г. Экология стволовых вредителей : (Очаги, их развитие, обоснование мер борьбы). Учеб. пособие по курсу "Лесн. энтомология". — Л.: ЛТА, 1981. — 87 с.
- Катаев О. А. Насекомые-вредители изделий из древесины и некоторых недревесных материалов. — Л.: ЛТА, 1982. — 72 с.

### Статьи
- Катаев О.А., Голутвин Г. И., Селиховкин А. В. Изменения в сообществах членистоногих лесных биоценозов при загрязнении атмосферы // Энтомологическое обозрение. — 1983. — Т. 62, № 1. — С. 33—47.
- Мозолевская Е. Г., Катаев О.А. Лес и промышленные выбросы // Лесное хозяйство. — 1992. — Т. 62, № 10. — С. 2—4. — ISSN 0024-111.